# Бингам Фармс (Мичиген)
Бингам Фармс (енгл. Bingham Farms) град је у америчкој савезној држави Мичиген.

## Демографија
По попису из 2010. године број становника је 1.111, што је 81 (7,9%) становника више него 2000. године.
| Група             | 2000.       | 2010.       |
| Белци             | 937 (91,0%) | 938 (84,4%) |
| Афроамериканци    | 56 (5,4%)   | 84 (7,6%)   |
| Азијати           | 15 (1,5%)   | 49 (4,4%)   |
| Хиспаноамериканци | 5 (0,5%)    | 10 (0,9%)   |
| Укупно            | 1.030       | 1.111       |